# Coelioxys luzonica
Coelioxys luzonica är en biart som beskrevs av Cockerell 1914. Coelioxys luzonica ingår i släktet kägelbin, och familjen buksamlarbin. Inga underarter finns listade i Catalogue of Life.